# قیافه (فیلم ۲۰۱۸)
قیافه (لهستانی: Mug) یک فیلم به کارگردانی ماوگوژاتا شوموفسکا است که در سال ۲۰۱۸ منتشر شد.